# Nicola Jackson
Nicola Clare Jackson (19 aprile 1984) è una nuotatrice britannica.

## Carriera
Assieme alle compagne Janine Belton, Karen Legg e Karen Pickering ha vinto la staffetta 4x200m stile libero ai campionati mondiali di Fukuoka 2001.

## Palmarès
- Mondiali

Fukuoka 2001: oro nella 4x200m stile libero.
- Mondiali in vasca corta:

Atene 2000: oro nella 4x200m stile libero.
- Europei in vasca corta

Lisbona 1999: bronzo nei 50m farfalla, nella 4x50m stile libero e nella 4x50m misti.